# Ljungby församling, Kalmar-Ölands kontrakt

vapen

Ljungby församling är en församling i Södermöre pastorat i Kalmar-Ölands kontrakt i Växjö stift inom Svenska kyrkan och den ligger i Kalmar kommun. 
Församlingskyrkor är Ljungby kyrka i Ljungbyholm och Sankt Olofs kyrka i Trekanten.

## Administrativ historik
Församlingen har medeltida ursprung med en kyrka från 1100-talet. 
Senast 1856 utbröts Sankt Sigfrids församling. Före 1856 ingick Hossmo församling i Ljungby pastorat, mellan 1856 och 1961 även Sankt Sigfrids församling. Mellan 1962 och 1976 ingick Sankt Sigfrids församling i pastoratet, medan från 1977 till 2010 har Ljungby församling bildat eget pastorat för att därefter ingå i Södermöre pastorat. 1832–1915 var pastoratet prebende till biskopen i Kalmar stift.

## Series pastorum
| Ämbetstid            | Namn                         | Levnadstid    |
| (1393)               | Johannes Nicolai             |               |
| (1412)–(1417)        | Elawus                       |               |
| (1467)               | Jens Ingevarsson             |               |
| (1490)               | Petrus                       |               |
| början av 1500-talet | Nicolaus                     |               |
| (1525)–1545          | Petrus Fubb                  | d. 1545       |
| (1546)–(1552)        | Peder                        |               |
| (1552)               | Jöns Petri                   | d. 1554       |
| (1555)–1568          | Petrus Caroli                | 1510–1587     |
| 1569–1588            | Josephus Andreæ              | d. 1588       |
| 1590–1603            | Jonas Andreæ                 | d. efter 1605 |
| 1603–1612            | Holger Sunonis Moringius     | sannol. 1623  |
| 1614–1623            | Laurentius Olai (Kullensis)  |               |
| 1623–1627            | Nicolaus Eschilli            | 1558–1650     |
| 1627–1630            | Magnus Magni Alander         | 1590–1630     |
| 1631–1659            | Israel Laurentii Starbeckius | d. 1659       |
| 1660–1669            | Olaus Swebilius              | 1624–1700     |
| 1669–1692            | Andreas Georgii Swebilius    | 1626–1692     |
| 1692–1697            | Olaus Repplerus              | 1644–1697     |
| 1698–1711            | Erik Melin                   | 1659–1711     |
| 1712–1731            | Joachim Witte                | 1676–1731     |
| 1732–1741            | Johan Gabriel Catonius       | 1678–1741     |
| 1743                 | Sante Bodin                  | 1701–1743     |
| 1743–1764            | Georg Montelius              | 1697–1764     |
| 1766–1786            | Anders Bäckerström           | 1724–1786     |
| 1787–1793            | Magnus Dahlerus              | 1727–1793     |
| 1796–1803            | Ludvig Mörner                | 1764–1823     |
| 1803–1820            | Lars Bergström               | 1743–1820     |
| 1822–1828            | Carl Adolph Wahlbom          | 1766–1828     |
| 1832–1851            | Ander af Kullberg, biskop    | 1771–1851     |
| 1853–1875            | Paulus Genberg, biskop       | 1811–1875     |
| 1878–1900            | Pehr Sjöbring, biskop        | 1819–1900     |
| 1901–1913            | Henry Tottie, biskop         | 1856–1913     |
| 1915–1925            | Otto Rudolf Hoflund          | 1852–1925     |
| 1926–1942            | Johan Malkolm Danielsson     | 1869–1949     |
| 1942–1961            | David Elias Holmbring        | 1896–1962     |
| 1962–1975            | Tage Roos                    | 1909–1978     |
| 1975–1985            | Gustaf Lagerquist            | 1925–2017     |
| 1986–1996            | Birgitta Friberg             | 1935–         |
| 1996–2018            | Lars Graaf                   | 1956–         |
| 2019–                | Richard Thörn                | 1974–         |

## Organister och klockare
| Ämbetstid | Namn                     | Levnadstid | Övrigt                 |
| --------- | ------------------------ | ---------- | ---------------------- |
| 1727      | Petter                   |            | Klockare               |
| 1728-1753 | Peter Ekelund            |            | Klockare               |
| 1777-1792 | Johan Peter Askegren     | 1751-1792  | Klockare               |
| 1795-1813 | Daniel Askegren          | 1776-1823  | Klockare               |
| 1820-1825 | Johan Peter Hallén       | 1780-1825  | Organist och klockare  |
| 1827-     | Isak Magnus Ahlstrand    | 1789-1875  | Organist               |
| 1831-1877 | Carl Fredrik Åström      | 1802-1877  | Organist och klockare. |
| 1880-1882 | Robert Julius Lagerqvist | 1854-      | Organist.              |
| 1885      | Fredrik Lindahl          | 1862-1885  | Kantor och organist.   |
| 1887-1890 | Hans Karl Hellman        | 1848-      | Organist och klockare. |